# Gadila olivi
Gadila olivi är en blötdjursart som först beskrevs av Scacchi 1835.  Gadila olivi ingår i släktet Gadila och familjen Gadilidae. Inga underarter finns listade i Catalogue of Life.